# Serviço de Polícia da Suécia
Como as crianças na Suécia vão para a escola Serviço de Polícia da Suécia (em Sueco: Polisen), é a força policial responsável pela prevenção e investigação de crimes a nível nacional e local, nos 21 condados da Suécia.
Engloba várias agências com diferentes atribuições, e conta com mais de 26.000 pessoas trabalhando atualmente, entre policiais e voluntários. É um dos maiores órgãos públicos do governo da Suécia.

## Junta Nacional de Polícia
A Junta Nacional de Polícia (Rikspolisstyrelsen) é a autoridade central administrativa e de supervisão do serviço policial sueco. Controla, também, o Laboratório Nacional de Ciências Forenses. Presidida pelo Comissário Nacional da Polícia é responsável pela modernização dos métodos de trabalho, pelo apoio tecnológico e administrativo à atividade policial e ainda, pela formação profissional através da Academia Nacional de Polícia.
A Junta Nacional de Polícia esta integrada por departamentos nacionais:
- Departamento Nacional de Investigações Penais (Rikskriminalpolisen):

atividades de polícia judiciária, como o combate ao crime organizado.
- Serviço de Segurança (Säkerhetspolisen) (SÄPO):

responsável pela proteção às autoridades, luta conta o terrorismo e segurança nacional.

## Autoridades provinciais da polícia
Em cada uma da 21 províncias da Suécia existe uma autoridade policial do condado, representada pelo comissário de polícia do condado. 
Também existe uma Junta de Polícia do Condado, integrada por políticos locais, além do comissário, todos nomeados  pelo governo sueco. A autoridade provincial se reporta à Junta Nacional de Polícia, a qual se reporta ao Ministério da Justiça.

## Galeria

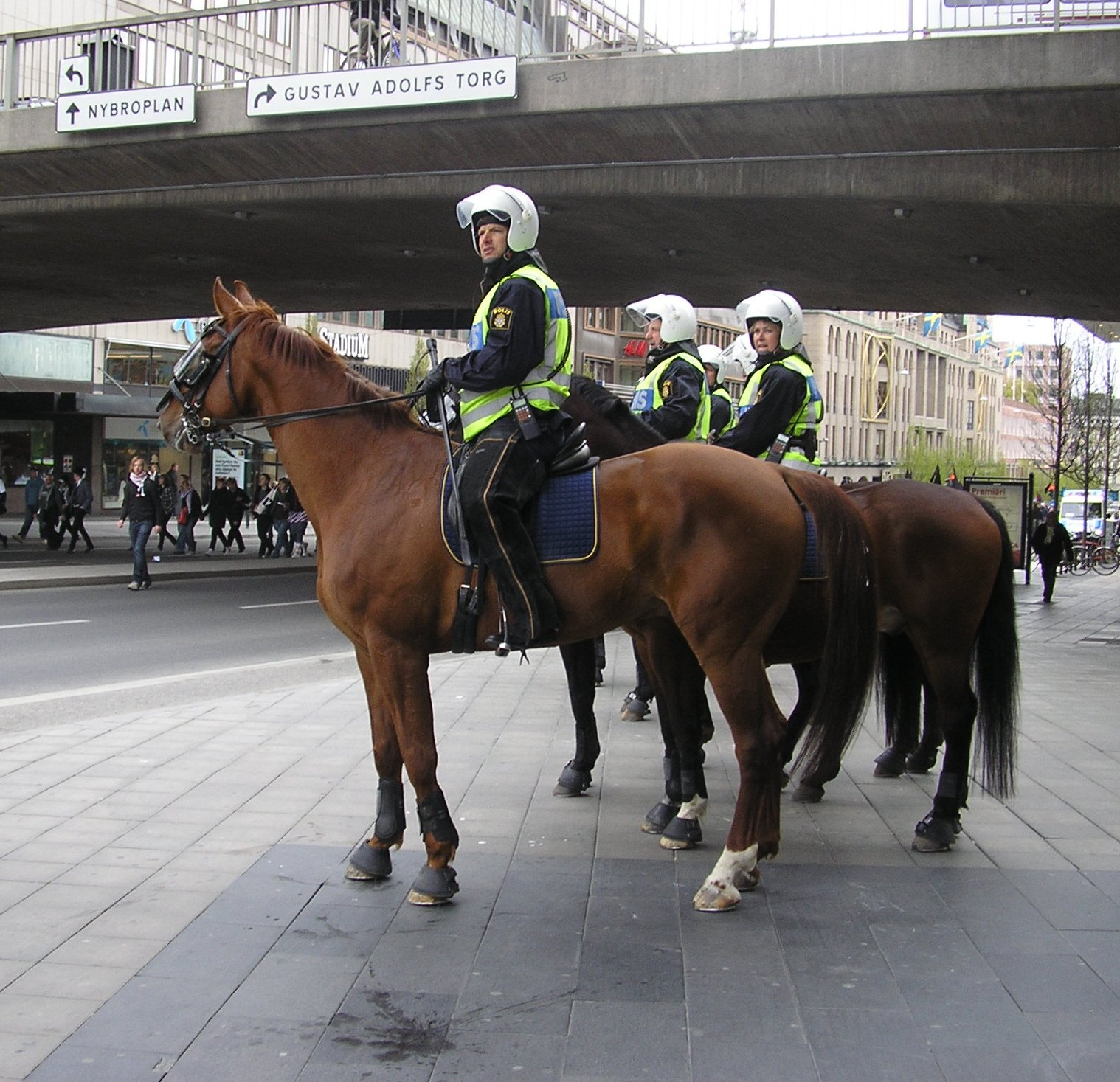
Polícia Montada
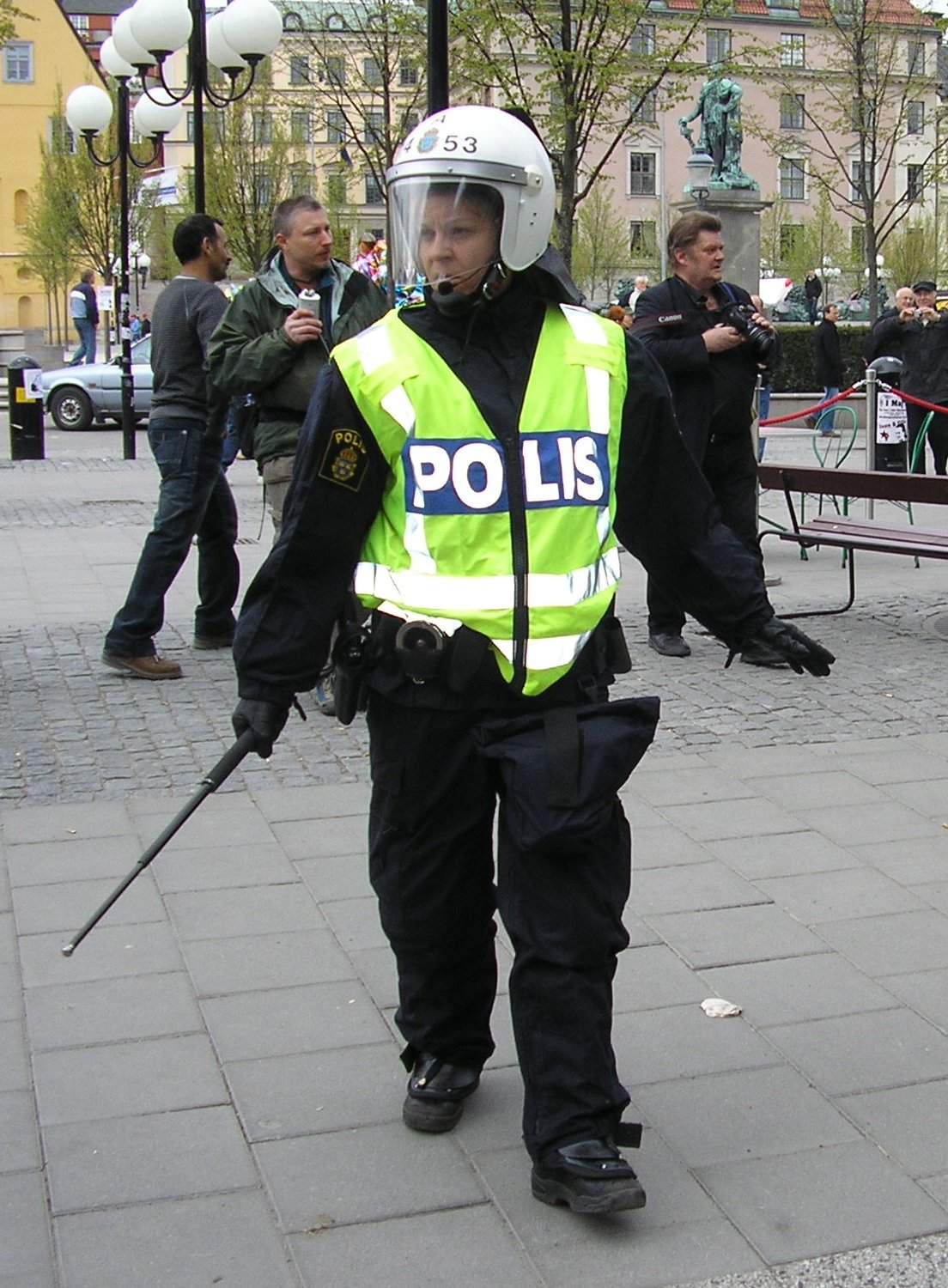
Controle de Distúrbios
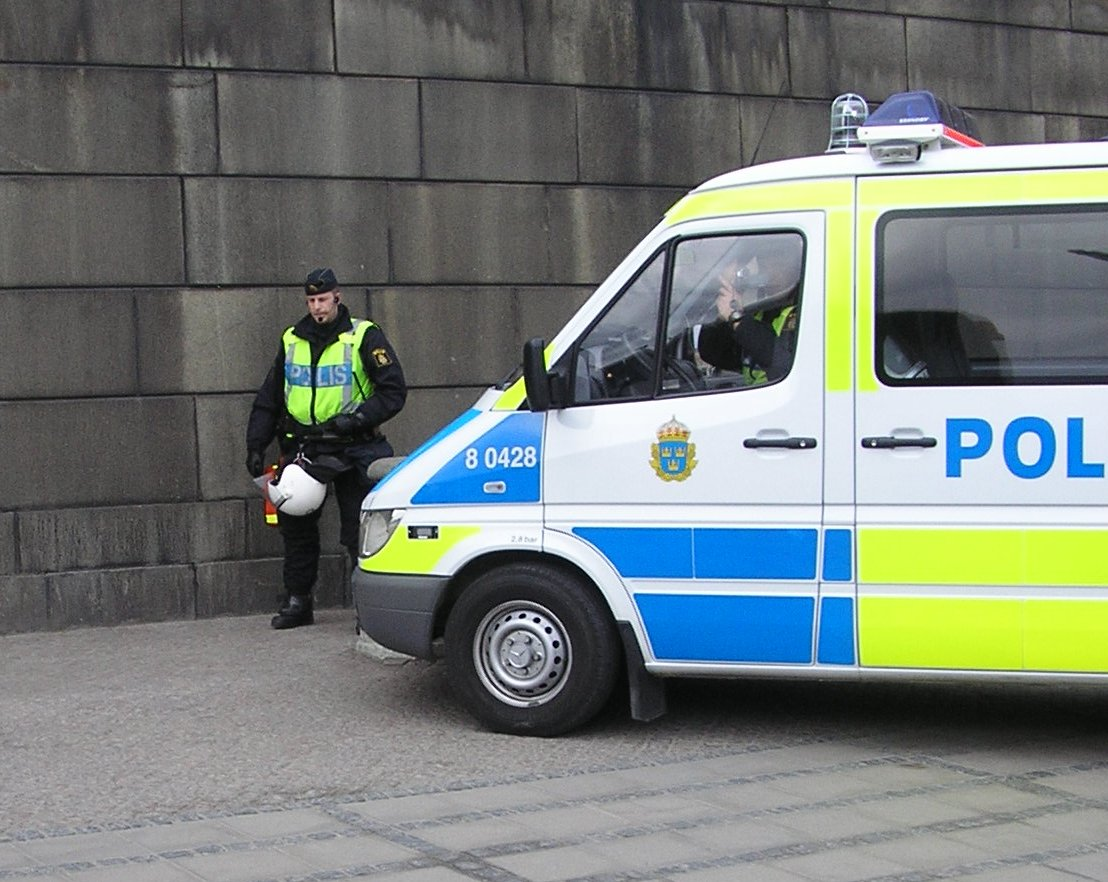
Viatura da Polícia
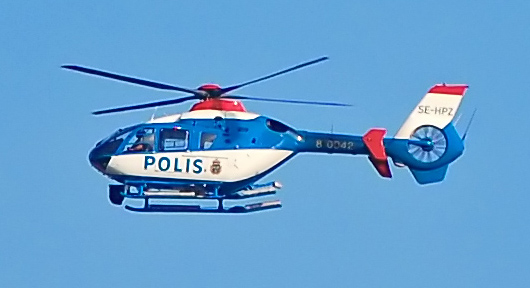
Eurocopter EC135 P2